# El juicio de Paris (Rubens, 1638-1639)
El juicio de Paris (Le Jugement de Pâris) es un óleo del pintor Pedro Pablo Rubens, generalmente considerado uno de sus últimos trabajos. Se conserva en el Museo del Prado, Madrid.

## Descripción
Rubens trata aquí el episodio mitológico en un formato apaisado, de tal manera que las figuras parecen formar un friso. Mide 199 cm de longitud y 379 de anchura. 
Sentado en el tronco de un árbol, aparece el pastor Paris, quien tiene que elegir a la diosa más bella del Olimpo, con aspecto dubitativo. Le sostiene la manzana de oro que constituye el premio el dios Hermes, con el caduceo y el petaso. Se muestran ante ellos las tres diosas contendientes, de izquierda a derecha: Atenea, diosa guerrera y de la sabiduría, con las armas que la caracterizan en el suelo y envuelta en un rozagante velo de seda plateada; Afrodita, la diosa del amor, en el centro, envuelta en un paño color carmesí y con su hijo Eros a los pies y un amorcillo volador que muestra cuál será el veredicto, pues se dispone a coronarla mientras dirige una mirada cómplice al espectador; y finalmente, Hera, la reina del Olimpo como esposa de Zeus, representada de espaldas, mientras se desprende del rico manto de terciopelo morado recamado en oro que la cubre, en una bella postura serpentinata y con un pavo real, su atributo, posado en la rama de un árbol cercano.
Al fondo se aprecia un rebaño de ovejas y un apacible paisaje crepuscular con árboles y praderas. Destaca en el cuadro tanto la composición, cruzada de diagonales y ritmos contrapuestos de tal manera que se evita cualquier sensación de rigidez, como la belleza del color, la insistencia en el desnudo, contrastando la blancura de la piel de las diosas con la tez morena de los personajes masculinos; y la atención a los detalles, como el brillo de las armas, de las joyas o los diferentes tipos de telas que cubren a las diosas, representados fielmente.

## Historia
A lo largo de su carrera, Rubens pintó varias versiones sobre el tema del Juicio de Paris; una juvenil de formato reducido se conserva también en el Prado, y otra se halla en la National Gallery de Londres. La tratada aquí, la última, fue pintada hacia 1638 –1639, cuando el artista estaba enfermo de gota.
La obra le fue encargada por Felipe IV de España con mediación del cardenal-infante Fernando de Austria, hermano de dicho rey y gobernador de los Países Bajos, para la decoración del desaparecido Palacio del Buen Retiro (Madrid). Se cuenta que éste visitó el taller de Rubens y al ver la obra, afirmó: «Es de lo mejor de su arte, pero las diosas están demasiado desnudas, y dicen que la figura de Venus es retrato de su mujer».
En el siglo XVIII, Carlos III ordenó su quema por considerarlo impúdico, junto con otras pinturas de desnudo como Adán y Eva de Durero. Finalmente el rey accedió a conservar todas, a condición de que se recluyesen en salas de acceso restringido en la Academia de San Fernando. En el siglo siguiente, esta y otras obras se trasladaron al Prado.